# Coffea bakossii
Espèce
Statut de conservation UICN

 EN B2ab(iii) : En danger
Coffea bakossii Cheek & Bridson est une espèce de plantes du genre Coffea, de la famille des Rubiaceae,.

## Étymologie
Son épithète spécifique bakossii fait référence aux Monts Bakossi où elle a été observée.

## Description
C’est une plante à fleur, du groupe des dicotylédones. Elle est native du Cameroun, confinée à la petite aire du Mont Koupé et Mont Bakossi dans la région du Sud-ouest. Son habitat naturel se trouve dans les forêts de plaines à feuilles persistantes et les forêts de montagne à 700–900 m d’altitude. Elle est considérée par l’IUCN comme une espèce en danger "EN".